# Liste deutscher überregionaler Zeitungen
Die Liste deutscher überregionaler Zeitungen soll alle aktuell in Deutschland überregional erscheinenden Zeitungen enthalten. Ausgenommen sind Anzeigenblätter sowie Fach- und Kirchenzeitungen. Deutsche Zeitungen, die nicht mehr erscheinen, werden in der Liste historischer Zeitungen in Deutschland geführt.

## Tageszeitungen
| Name                           | Redaktionssitz    | Gründung | Verlag                                                                        | Konzern                                                         | Auflage 2014Q4 | Differenz zu 1998 | Format    | politische Ausrichtung     |
| ------------------------------ | ----------------- | -------- | ----------------------------------------------------------------------------- | --------------------------------------------------------------- | -------------- | ----------------- | --------- | -------------------------- |
| Bild                           | Berlin            | 1952     | Axel Springer SE                                                              | Axel Springer SE                                                | 2.099.909      | −52,8 %           | Nordisch  | konservativ                |
| Börsen-Zeitung                 | Frankfurt am Main | 1952     | Herausgebergemeinschaft Wertpapier-MitteilungenKeppler, Lehmann GmbH & Co. KG |                                                                 |                |                   | Rheinisch |                            |
| Frankfurter Allgemeine Zeitung | Frankfurt am Main | 1949     | Frankfurter Allgemeine Zeitung GmbH                                           | Verlagsgruppe FAZ                                               | 305.257        | −26,7 %           | Nordisch  | bürgerlich-konservativ     |
| Frankfurter Rundschau          | Frankfurt am Main | 1945     | Frankfurter Rundschau GmbH                                                    | Zeitungsholding Hessen (90 %), Karl-Gerold-Stiftung (10 %)      | 87.136         | −54,4 %           | Tabloid   | sozialdemokratisch         |
| Handelsblatt                   | Düsseldorf        | 1946     | Verlagsgruppe Handelsblatt GmbH                                               | Dieter von Holtzbrinck Medien                                   | 118.034        | −20,5 %           | Tabloid   | wirtschaftsliberal         |
| junge Welt                     | Berlin            | 1947     | Verlag 8. Mai GmbH                                                            |                                                                 | 18.500         | −4,1 %            | Berliner  | marxistisch-leninistisch   |
| Nd                             | Berlin            | 1946     | Neues Deutschland Druckerei und Verlags GmbH                                  | Communio Beteiligungsgenossenschaft eG (50 %), Die Linke (50 %) | 30.409         | −53,6 %           | Rheinisch | demokratisch-sozialistisch |
| Süddeutsche Zeitung            | München           | 1945     | Süddeutscher Verlag                                                           | SWMH (81,25 %), Familie Friedmann (18,75 %)                     | 381.844        | −9,9 %            | Nordisch  | (links-)liberal            |
| Die Tageszeitung               | Berlin            | 1978     | die tageszeitung Verlagsgenossenschaft eG                                     |                                                                 | 53.812         | −8,5 %            | Berliner  | links-alternativ           |
| Die Welt                       | Berlin            | 1946     | WeltN24 GmbH                                                                  | Axel Springer SE                                                | 170.600        | −23,6 %           | Nordisch  | konservativ                |

## Sonntagszeitungen
| Name                                   | Redaktionssitz    | Gründung | Verlag                              | Konzern           | Auflage 2014Q4 | Format   | politische Ausrichtung |
| -------------------------------------- | ----------------- | -------- | ----------------------------------- | ----------------- | -------------- | -------- | ---------------------- |
| Bild am Sonntag                        | Berlin            | 1956     | Axel Springer SE                    | Axel Springer SE  | 457.256        | Tabloid  | konservativ            |
| Frankfurter Allgemeine Sonntagszeitung | Frankfurt am Main | 2001     | Frankfurter Allgemeine Zeitung GmbH | Verlagsgruppe FAZ | 181.530        | Nordisch | bürgerlich-liberal     |
| Welt am Sonntag                        | Berlin            | 1948     | WeltN24 GmbH                        | Axel Springer SE  | 402.287        | Nordisch | konservativ            |
| Welt am Sonntag Kompakt                | Berlin            | 2010     | WeltN24 GmbH                        | Axel Springer SE  |                | Tabloid  | konservativ            |

## Wochenzeitungen
| Name                          | Redaktionssitz | Gründung | Verlag                                      | Konzern                             | Auflage 2014Q4 | Format    | politische Ausrichtung            |
| ----------------------------- | -------------- | -------- | ------------------------------------------- | ----------------------------------- | -------------- | --------- | --------------------------------- |
| Epoch Times Deutschland       | Berlin         | 2005     | The Epoch Times Deutschland                 |                                     | 10.000         | Berliner  | rechtsextrem                      |
| Der Freitag                   | Berlin         | 1990     | der Freitag mediengesellschaft GmbH & Co KG |                                     | 26.136         | Rheinisch | linksliberal                      |
| Jüdische Allgemeine           | Berlin         | 1946     | Jüdische Presse gGmbH                       |                                     |                | Rheinisch | jüdisch-liberal                   |
| Junge Freiheit                | Berlin         | 1986     | Junge Freiheit Verlag GmbH & Co             |                                     | 28.675         | Nordisch  | neurechts                         |
| Jungle World                  | Berlin         | 1997     | Jungle World Verlags GmbH                   |                                     | 16.250         | Berliner  | undogmatisch links                |
| Das Parlament                 | Berlin         | 1952     | Frankfurter Societät                        |                                     | 13.268         | Nordisch  | Staatszeitung                     |
| Preußische Allgemeine Zeitung | Hamburg        | 1950     | Landsmannschaft Ostpreußen e. V.            |                                     | 18.000+        | Rheinisch | neurechts                         |
| Russkaja Germanija            | Berlin         | 1996     | ReLine Intermedien und Verlags GmbH         |                                     |                | Berliner  |                                   |
| Unsere Zeit                   | Essen          | 1969     | CommPress Verlag GmbH                       |                                     | 6000           |           | kommunistisch (DKP-Parteizeitung) |
| VDI nachrichten               | Düsseldorf     | 1921     | VDI Verlag GmbH                             |                                     | 116.495        | Tabloid   |                                   |
| Die Zeit                      | Hamburg        | 1946     | Zeitverlag Gerd Bucerius                    | Verlagsgruppe Georg von Holtzbrinck | 601.486        | Nordisch  | liberal                           |